# Bart Millard
Bart Marshall Millard (1 de diciembre de 1972) es un cantante y compositor estadounidense 
que es conocido como el líder de la banda MercyMe.
Ha grabado dos álbumes como solista: Hymned, number 1 (en 2005) y Hymned again (en 2008).
Ha ganado un Grammy al mejor álbum cristiano de música country, bluegrass o southern.

## Carrera de banda
En el instituto, Millard quería ser jugador de fútbol, un sueño qué se acabó cuándo él se hizo daño en los tobillos en un partido de fútbol. Como resultado, Millard tomó coro como un electivo. El padre de Millard, Arthur Wesley Millard Jr., murió durante el primer año de universidad de Bart, y su pastor juvenil le invitó para trabajar con la banda de adoración de jóvenes de la iglesia.
Millard aceptó y trabajó con el vídeo y sistemas de audio para el grupo. James (Jim) Bryson tocó el piano para aquella banda y más tarde fue a tocar con Bart Millard y la banda de adoración en un viaje a Suiza. Este viaje inspiró a Millard para perseguir su carrera musical. Millard y dos de sus amigos se mudaron a la Ciudad de Oklahoma, y formaron MercyMe. Desde entonces, la banda ha grabado seis discos independientes, nueve de estudio, dos exclusivos, dos de Navidad y un álbum de recopilación.

## Solista
Millard hizo una promesa a su abuela en grabar un álbum de canciones antes de que ella muriera, que hizo el Hymned Núm. 1, y posteriormente compartió la historia de cómo se inspiró en la fe de su abuela. Millard  hizo el segundo álbum de canciones porque se dio cuenta de que la iglesia que iba no cantaban cantos, y quería que sus niños tuvieran canciones como parte de sus vidas.
Millard dijo que su papá influyó fuertemente en su dirección musical con respeto a los álbumes de canciones, dibujando particularmente encima de Willie Nelson y Louie Prima. Millard declaró de que estas influencias no serían apropiadas para MercyMe, cuando MercyMe es similar a Coldplay, mientras estas canciones los esfuerzos son más en la vena de Frank Sinatra. Millard dijo que se embarcó solo en su esfuerzo para dar expresión a estilos musicales que no habrían sido compatibles con MercyMe. Millard dijo que cantó una canción de Hank Williams llamada " Vi la Luz" en su Iglesia.
El título de Hymned Otra vez es una "lengua-en-referencia" en referencia al primer álbum. El primer álbum era un esfuerzo para hacer canciones que particularmente solo se preocupen en ser más guays, y el segundo álbum estuvo creado para conseguir un cambio de Ciudad del Kansas/shuffle humor en la vena de Louie Prima, Harry Connick, Jr. Y Jamie Cullum, el cual es qué estuvo conseguido. Según Greer, este álbum era muy reminiscent de Ella por Connick, el cual estuvo hecho cinco o seis tiempo según Millard. Millard Dijo cumpla esto por escuchar a un stack de álbumes por estos músicos. Millard Dijo las canciones en el álbum Hymned Otra vez es en la tradición de la era de Resurgimiento Grande musically, pero que esto no fue hecho a propósito. Millard Dijo el canción original en el álbum, Jesus "titulado Cuidados para mí", estuvo escrito por Thad Cockrell, una canción qué según el cantante "podría haber sido escrito 50, hace 60 años." Millard Nerviosamente él preguntó a Vince Gill para participar en el álbum. En el tema de otro "Hymned" esfuerzo, Millard dijo, "Hombre, eso espero"
Millard es presentado como vocalista en " Veo Amor," en 2004 por Third Day y Steven Curtis Chapman. Es también presentado como vocalista en Phil Wickham 2009 en el sencillo "Seguro."

## Premios
Millard es conocido como el Mejor Vocalista Masculino por la revista Christianity Today en 2005, para su trabajo en Hymned Núm. 1 y El álbum de Sesiones de la Navidad con MercyMe. Millard Hymned Núm. 1 se apellidó el Núm. 9 álbum mejor del año por Christianity Today en 2005.

## Película
La canción de Millard: "Solo puedo imaginar" fue inspirada en la muerte de su padre, y estuvo hecha para una película, también titulada "Solo puedo imaginar". La película estuvo en los cines en marzo de 2018.

## Vida personal
Millard y su mujer Shannon tienen cinco niños: Sam, Gracie, Charlie, Sophie y Miles.

## Discografía

### Álbumes
| Año  | Detalles de álbum                                                                                          | Posiciones de gráfico de la cumbre | Posiciones de gráfico de la cumbre | Posiciones de gráfico de la cumbre | Posiciones de gráfico de la cumbre |
| Año  | Detalles de álbum                                                                                          | USBillboard 200                    | USChristian                        | USHeat                             |                                    |
| ---- | --- | ---------------------------------- | ---------------------------------- | ---------------------------------- | ---------------------------------- |
| 2005 | Hymned, Núm. 1 - Liberado: 16 de agosto de 2005 - Etiqueta: INO Registros - Formato: CD, descarga digital  | —                                  | 12                                 | 13                                 |                                    |
| 2008 | Hymned Otra vez - Liberado: 19 de agosto de 2008 - Etiqueta: INO Registros - Formato: CD, descarga digital | 126                                | 8                                  | —                                  |                                    |

### Aspectos de huésped
| Año  | Artista                        | Álbum                    | Canción                            |
| ---- | ------------------------------ | ------------------------ | ---------------------------------- |
| 2007 | Third Day                      | Volumen de cronología 2  | " Veo Amor"                        |
| 2007 | Phil Wickham                   | Cañones                  | "La Luz Vendrá"                    |
| 2009 | Phil Wickham                   | Cielo & Tierra           | "Seguro"                           |
| 2011 | Iglesia de apóstoles           | El amor Vino a través de | "Jesus, Nombre Sobre todo Nombres" |
| 2012 | Resurgimiento de Tienda grande | La Manera Respalda Casa  | "El Peso"                          |
| 2013 | Hawk Nelson                    | Hecho                    | "Palabras"                         |